# Fasciatherapie
Als Fasciatherapy oder auch Faszientherapie werden verschiedene manuelle Behandlungsformen für das bindegewebige Fasziensystem des Körpers bezeichnet. Der Name setzt sich zusammen aus Fascia (lateinisch fascia ‚Band, Bandage‘) und Therapie (altgriechisch θεραπεία therapeia, deutsch ‚Dienst, Pflege, Heilung‘).

## Allgemeine Grundlagen
Fasciatherapie wird in verschiedenen westeuropäischen Ländern gelehrt. In der französisch- und deutschsprachigen Schweiz und den frankophonen Ländern (Belgien, Frankreich) sowie Italien als Fasciatherapie – in Deutschland meist als Faszientherapie. Die Methode wird hauptsächlich von Physiotherapeuten, Medizinischen Masseuren, Heilpraktikern und vereinzelten (vornehmlich komplementärmedizinisch zugewandten) Ärzten.
Die verschiedenen therapeutischen Richtungen lassen sich von der Geschichte der Chirotherapie / Manuellen Medizin sowie der Osteopathie her nachvollziehen. Gemeinsames therapeutisches Ziel der verschiedenen Therapieformen ist es, trotz ihrer unterschiedlichen methodischen Nuancen, den möglichst gezielten Ausgleich eines Spannungs-Ungleichgewichts der miteinander vernetzten bindegewebigen Anteile des Körpers bewirken zu wollen. Faszien mit ihrer kollagenen Grundstruktur werden als das Formorgan des Körpers betrachtet, also der organische Anteil, der alle Strukturen miteinander verbindet. Die Funktionalität dieses körperweiten Organs zu verbessern stellt somit die gemeinsame therapeutische Programmatik dar. Die Hauptfunktionen der Faszien lassen sich über die Mnemonic der Vier P zusammenfassen:
- Packaging (also Umhüllung, Strukturierung, sinnvolle Abgrenzung)
- Protection (Schutz z. B. durch sinnvolle Bewegungseinschränkung über Sehnen und Bänder)
- Passage (Faszien als funktionsbestimmende Gewebe-Leitschiene der Trias Arterie, Vene und Nerv)
- Posture (Faszien als haltungsprägender Faktor)

Nach Auffassung der Methode hat der Körper die besten Voraussetzungen zur Selbstregulation und zur Gesundung, wenn die Spannungsverhältnisse im körpereigenen Fasziensystem ausgewogen sind.
Die obengenannten Ungleichgewichte entstehen nach Ansicht der verschiedenen Autoren aus
- körperlichen Verletzungen,
- Traumen,
- Folgezuständen von Erkrankungen,
- funktionellen beruflichen Belastungen,
- ungünstiger Körperhaltung bei eingeschränkter posturaler Kontrolle und
- psycho-sozialen Belastungszuständen.

Es werden sogenannte somatische Dysfunktionen behandelt statt einzelne Symptome. Die klinische Relevanz dieser somatischen Dysfunktionen wird in unausgewogener und veränderter Funktion miteinander in Beziehung stehender Körpersysteme gesehen; entsprechend der Befundung in der Osteopathie wird als Ausdruck hiervon eine durch die Hände der Therapeuten wahrnehmbare
- veränderte Gewebebeschaffenheit
- Bewegungseinschränkung
- asymmetrische Position oder Spannung des Körperteils und
- Empfindlichkeit (bzw. Schmerz)

als Maßstab der Ausprägung einer somatischen Dysfunktion bezeichnet.
Im Bewegungsapparat schlägt sich dies nun nach Auffassung der Methodik als Verkürzung, Verspannung, Verklebung (Adhäsion, Verwachsung) bis hin zur Fibrose der unterschiedlichen Faszien nieder sowie in einer veränderten Sensomotorik. Je nach Art der statischen Herausforderung soll dies dann z. B. die Fascia lata, die Plantarfascie, die Fascia thoracolumbalis, die Rektusscheide oder z. B. die Fascia clavipectoralis betreffen. Auch in kleineren Faszien können sich Spannungszüge ungünstig bemerkbar machen und sich z. B. als Myofasziales Schmerzsyndrom äußern.

### Tensegrity-Modell
Die miteinander verbundenen Faszien des Körpers werden - in Analogie zum Tensegrity Modell -  als „körperweites dreidimensionales Netz“ betrachtet. Hierbei entspricht das Fasziennetz einem kontinuierlichen Spannungszug-System, welches die Knochen zu einer Gesamtform vernetzt und diesem eine relative Stabilität aus einer hohen Anpassungsfähigkeit gegen einwirkende Kräfte verleiht. Ein unausgewogenes dynamisches Spannungsverhältnis entspricht in diesem Modell einem ungünstigen Spannungszug aus einem oder mehreren Anteilen dieses Fasziennetzes, welches dann das Gesamtsystem, also den davon betroffenen Körper in eine Belastung versetzt, die in der Folge unter Kraftaufwand kompensiert werden muss.
Kompensationen überflüssig werden zu lassen oder eingeschränkte Funktionen effizienter ausgleichen zu können, ist somit eine der Herangehensweisen: nach palpatorischer Befundung des sogenannten Spannungsmusters versucht der Therapeut dazu beizutragen, die verfestigten Strukturen durch manuelle Einflussnahmen und/oder durch Bewegungserfahrungen wieder geschmeidiger werden zu lassen.

### Viszerale Faszien
Bindegewebige Strukturen gibt es nicht nur im Bewegungsapparat, sondern auch an den inneren Organen und im Nervensystem, beispielsweise in Form der Meningen. In Anlehnung zur Osteopathie werden systemübergreifende – vernetzte – Spannungsungleichgewichte beschrieben, die Belastungen in der Kapazität zur Homöostase des Körpers bewirken sollen. So werden in der Methodik auch Wechselwirkungen z. B. über das Vegetative Nervensystem (Sympathikus und Parasympathikus) zwischen den Faszien des Bewegungsapparats und einzelner Organe untersucht („somatoviszerale Dysfunktionen“). Es wird somit nicht nur der Bewegungsapparat behandelt, sondern auch die „Faszien“ des Organsystems, z. B. die Aufhänge-Strukturen verschiedener Anteile des Verdauungssystems, z. B. das Mesenterium des Dünndarms, Bänder der Leber (Ligamentum falciforme) oder der Gebärmutter (Ligamentum latum uteri, Ligamentum sacrouterinum). Durch deren Zug-Beanspruchungen über Ptosen (Absenkungen) und Adhäsionen (Verklebungen) komme es auch umgekehrt zu Belastungen des Bewegungsapparats und zu schmerzhaften Bewegungseinschränkungen (viszerosomatische Reflexe) bzw. zur Einengung von Blutgefäßen.

## Methodische Ausprägungen
Es gibt verschiedene methodische Ansätze, die als Fasciatherapie oder Faszientherapie bezeichnet werden. Die Grifftechniken dieser verschiedener Konzepte sind z. T. in der Osteopathie verwurzelt bzw. werden die ersten gezielten Behandlungsansätze für Faszien Andrew Taylor Still, dem Gründer der Osteopathie, zugeschrieben.
Mögliche Ziele dieser therapeutischen Verfahren sind:
- die Behandlung des körperweiten Zugspannungs-Netzwerks der Faszien,
- das Einsetzen manueller Techniken zur Entspannung faszialer Einschränkungen und der Förderung erhöhter Anpassungsfähigkeit an äußere Beanspruchungen,
- ihre funktionelle[9] Ausrichtung auf die Wiederherstellung möglichst neutraler und geschmeidiger Bewegungsabläufe innerhalb des Fasziennetzes des Körpers,
- ihre sanfte therapeutische Vorgehensweise, die auf propriozeptive, nozizeptive und interozeptive Wechselwirkungen[10] setzt,
- ihre Befundung über feinfühlige Palpation[11] mit den Händen,
- die Einbeziehung von funktionellen Haltungs- und Bewegungsfaktoren in einen therapeutischen „sensomotorischen Reset“ der Patienten (ähnlich dem Feldenkrais oder der Alexander-Technik)
- und – anders als in der artikulär orientierten Chirotherapie, den Therapieformen der „Strukturellen Osteopathie“ oder dem Rolfing – eine Ausrichtung, die nicht primär strukturell manipulierend geprägt ist.

Ihre behandlungstechnische Charakterisierung unterscheidet sich meist graduell über die Art der manuellen therapeutischen Einflussnahme und über die Art und Weise, wie Bewegung als therapeutisches Mittel integriert wird. An manualtherapeutischen Techniken sind u. a. die folgenden Formen beschrieben worden:
- Myofascial Release (siehe unten)
- Unwinding[12]
- Lymphtechniken
- Strain-Counterstrain
- Myofaszialer Induktionstherapie (MIT)[10]
- Ligamentär-Artikulären Spannungstechniken und mit der
- Behandlung thorakaler, viszeraler und pelvikaler Fascien.

Im Weiteren werden die methodischen Ausprägungen vorgestellt, die zur Fasciatherapie gerechnet werden:

### Myofascial Release
Die Myofascial Release Methodik wurde in den siebziger Jahren des zwanzigsten Jahrhunderts aus der Osteopathie herausgelöst und von Physiotherapeuten und Medizinischen Masseuren als allgemeine manuelle Behandlungsmethode außerhalb des osteopathischen Kontexts verwendet. Der Begriff wurde erstmals in den 1960er Jahren von Robert Ward D.O. dafür benutzt, schmerzhafte Faszienabschnitte des Körpers mit anderen Körperarealen in eine „Spannungsbeanspruchung“ – sei es indirekt über Annäherung oder direkt über Straffung und Spannungserhöhung –  zu bringen. Die Methodik verbreitete sich gerade in den achtziger und neunziger Jahren von Michigan, Californien und Pennsylvania aus auch nach Europa. Zwei der bekanntesten Vertreter dieses Zweiges der Myofascial Release Methodik sind Carol J. Manheim und John Barnes.
Dieser Therapieansatz wurde für die Behandlung von Funktionellen Syndromen konzipiert und ist gekennzeichnet durch:
- eine gezielte Kontaktaufnahme zu Bereichen des Körpers, die eine auffällige Gewebebeschaffenheit (Textur) und eine Bewegungseinschränkung (Restriktion) der dort befindlichen Fascien aufweisen,
- eine vernetzte Herangehensweise, die nicht primär die Körperregion der Beschwerden behandelt sowie
- eine permanente Kontrolle des therapeutischen Drucks über Palpation.

Diese Therapieform liege in der Behandlung von körperlichen Beschwerden z. B. aus dem orthopädischen Bereich wie die Plantarfasziitis oder chronische Rückenschmerzen oder unspezifische Spannungs-Kopfschmerzen anders als bei methodischen Ausprägungen, die sich primär das allgemeine Wohlbefinden ihrer Patienten zur Aufgabenstellung machen.

### Funktionelle Fasciatherapie
In der stark vom Myofascial Release geprägten funktionellen Fasciatherapie wird fast ausschließlich manuell behandelt, aktive Bewegung des Patienten wird nur vereinzelt eingesetzt, um z. B. dessen aktive Bewegung gegen Druck des Therapeuten (z. B. Beugung oder Streckung von Extremitäten) als Verstärkung des zielgerichteten therapeutischen Druckes zu nutzen.
Meist wird angemessener Druck gegen eine Bewegungseinschränkung einer Faszie in tangentialer Form eingebracht, z. B. im Bereich der Fascia superficialis. Dieser Druck wird durch den Therapeuten an der Dehngrenze gehalten, bis eine Gewebereaktion einsetzt in Form von Nachgiebigkeit. Diese auch Compliance genannte Nachgiebigkeit des Gewebes wird in Echtzeit palpatorisch aufgenommen und es wird nun eine neue Dehngrenze gesucht bis zum Erreichen des erwünschten therapeutischen Ergebnisses, also einer größeren Geschmeidigkeit in der Faszie. Von Behandlern wird dieser Weg durch die Nachgiebigkeit („Ease“) hindurch auch als „fascial creep“ bezeichnet.
Der funktionelle fasciatherapeutische Ansatz sieht so aus, dass es hier nicht ausschließlich zu einer aktiven Beanspruchung der Dehngrenze kommt, sondern die Nachgiebigkeit des Gewebes unter ständiger palpatorischer Kontrolle verfolgt wird, um den sogenannten „Punkt der balancierten Spannung“ zu erreichen und das Gewebe zum Nachlassen von Spannung, dem sogenannten „Release“ veranlasst wird. Die Methodik vertritt die Auffassung, dass es gerade in einer spannungsneutralen Positionierung über ein propriozeptives Feedback zu einer Verbesserung der sensomotorischen Regulation von Hypertonus kommt.
Eine dritte Ausprägung ist die kombinierte Herangehensweise, in der über die Positionierung von Körperteilen die regionale Spannung reduziert wird, während gleichzeitig direkter dehnender Druck eingebracht wird.

### Fasciatherapie/Fasciapulsologie (nach Christian Carini)
Die Fasciapulsologie ist ein manualtherapeutisches Verfahren und wurde in Frankreich von Christian Carini in Anlehnung an die Funktionelle Osteopathie entwickelt. Das Ziel dieses Therapiekonzeptes besteht hauptsächlich in der Verbesserung der „Zirkulation“. Unter diesem Begriff wird in der Osteopathie verstanden, dass eine Zone die besser versorgt und entsorgt wird (arteriell, venös, lymphatisch) auch eine gesteigerte Selbstheilungskraft entwickeln kann (sog. „Gesetz der Arterie“). Somit sind die in der Fasciapulsologie verwendeten Techniken häufig auf die faszialen Führungsschienen (Septen), die den Gefäßen Halt geben, ausgerichtet. Die Lehre der Fasciapulsologie hat möchte zudem die Sensibilität der sie erlernenden Fasciatherapeuten verfeinern, um die Fluktuation der Blutgefäße besser befunden und somit auch zu behandeln zu können. Eine weitere Zielsetzung Carinis war eine Harmonisierung des „Trauma-Gedächtnisses des Körpers“.
Christian Carini gründete im September 1979 die Lemniscate-Akademie in Frankreich, in der er seine Methode über mehr als 30 Jahre unter dem Namen Fasciatherapie unterrichtete. Er benannte die Methode im Jahr 1988 in Fasciapulsologie um, um sie inhaltlich weiterzuentwickeln und von anderen Methoden abzugrenzen zu können. Christian Carini verstarb 2018. Seine Methodik wird größtenteils in französischsprachigen Regionen angewendet.

### Fasciatherapie nach Danis Bois
Eine weitere Methode wurden in den 1980er-Jahren von dem Physiotherapeuten und Osteopathen, Danis Bois, entwickelt. Dieses Therapiekonzept basiert auf der Vorstellung, dass die im Körper allgegenwärtigen Faszien ihre biodynamischen Eigenschaften durch körperliche, emotionale oder Belastungstraumata veränderten und somit funktionelle Erkrankungen des Bewegungsapparates, des Eingeweide- und des Gefäßsystems verursachten.
Diese Methode gilt als sanft und zielt darauf ab die selbstregulierenden Kräfte zu mobilisieren und wiederzubeleben. Die Praktiker der Methode Danis Bois geben an, dass sie vier Haupt-„Instrumente“ in ihrer Behandlung benutzen:
- die Beziehungsberührung,
- Sensorische Gymnastik, welche den Herangehensweisen des Unwindings in der Funktionellen Osteopathie, oder den sogenannten Écoute-Techniken,  die über feinfühlige manuelle Begleitung von sich andeutenden Abweichungen des spontanen Bewegungsverhaltens Dysfunktionen befunden und über propriozeptive Erfahrung neutralisieren sollen, ähnelt[21],
- Gewahrseins-Meditation,
- Gesprächsführung.

Das Gewahrwerden und die Betonung der Achtsamkeit (vermittelt über sogenannte Perzeptive Pädagogik) unterscheiden diese Methode etwa von den rein manualtherapeutischen Verfahren.

### Faszien-Physiotherapie (nach Gabriele Kiesling und Robert Schleip)
Dieses Therapiekonzept wurde von der Physiotherapeutin Gabriele Kiesling 2015 in Kooperation mit Robert Schleip (facia research group, Ulm, heute TU München) entwickelt und zielt besonders auf die Behandlung reversibler Funktionsstörungen des faszialen Gewebes, der Bewegungssteuerung, der Gelenke sowie der Muskulatur hin. Hierzu werden sanfte Grifftechniken zur Schmerzreduktion und Bewegungsverbesserung angewendet. In dieser Methode wird die Fascia thoracolumbalis als Hauptverursacher von nicht bandscheibenbedingten Rückenschmerzen angesehen.
Diese Methode basiert auf den Grundlagen verschiedener manualtherapeutischer Verfahren, etwa der „Berliner Schule“ der Manuellen Medizin (nach Jochen Sachse und Karla Rodluff-Schild), von Geoffrey Maitland, von Hede Teichrich-Leube sowie den Arbeiten von Carla Stecco.